# Lekkoatletyka na Letnich Igrzyskach Olimpijskich 1932 – bieg na 400 m mężczyzn

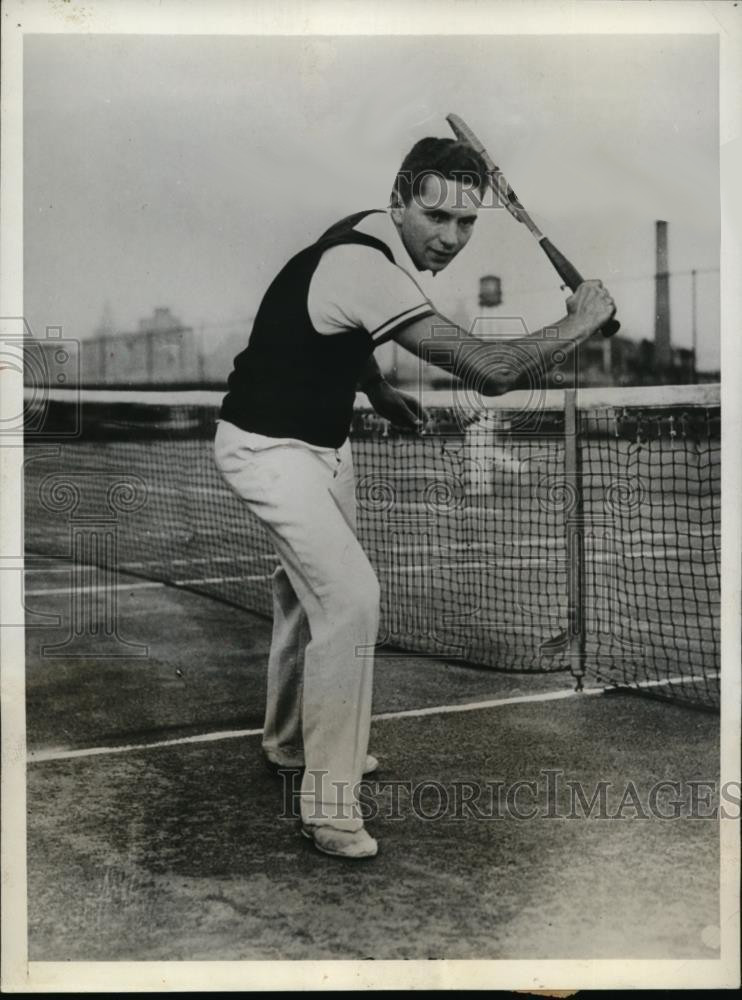
Bill Carr

Bieg na 400 metrów mężczyzn był jedną z konkurencji rozgrywanych podczas X Letnich Igrzysk Olimpijskich. Biegi zostały rozegrane w dniach 4–5 sierpnia 1932 roku na stadionie Los Angeles Memorial Coliseum w Los Angeles. Wystartowało 27 zawodników z 15 krajów.

## Rekordy
|                   | Zawodnik     | Wynik | Miejsce  | Data               |
| ----------------- | ------------ | ----- | -------- | ------------------ |
| Rekord świata     | Ben Eastman  | 46,4  | Stanford | 26 marca 1932(dts) |
| Rekord olimpijski | Eric Liddell | 47,6  | Paryż    | 11 lipca 1924(dts) |

## Terminarz
| Data            |              | Godzina |
| --------------- | ------------ | ------- |
| 4 sierpnia 1932 | Eliminacje   | 14:30   |
| 4 sierpnia 1932 | Ćwierćfinały | 16:00   |
| 5 sierpnia 1932 | Półfinały    | 14:30   |
| 5 sierpnia 1932 | Finał        | 16:30   |

## Wyniki

### Eliminacje
Z każdego z 6 biegów do ćwierćfinału awansowało trzech najlepszych zawodników.

#### Bieg 1
| Poz. | Zawodnik               | Reprezentacja | Czas | Uwagi |
| ---- | ---------------------- | ------------- | ---- | ----- |
| 1.   | Adolf Metzner          | Niemcy        | 50,4 | Q     |
| 2.   | Seikan Oki             | Japonia       | 50,5 | Q     |
| 3.   | Alex Wilson            | Kanada        | 50,5 | Q     |
| 4.   | Kell Areskoug          | Szwecja       | 50,7 |       |
| –    | Carlos dos Reis Júnior | Brazylia      | DNS  |       |

#### Bieg 2
| Poz. | Zawodnik            | Reprezentacja     | Czas  | Uwagi |
| ---- | ------------------- | ----------------- | ----- | ----- |
| 1.   | Ben Eastman         | Stany Zjednoczone | 49,02 | Q     |
| 2.   | Joachim Büchner     | Niemcy            | 49,3  | Q     |
| 3.   | Hjalmar Johannessen | Norwegia          | 49,5  | Q     |
| 4.   | Carlos de Anda      | Meksyk            | 49,8  |       |
| –    | Wangelis Moiropulos | Grecja            | DNS   |       |
| –    | Danie Joubert       | Południowa Afryka | DNS   |       |

#### Bieg 3
| Poz. | Zawodnik         | Reprezentacja | Czas | Uwagi |
| ---- | ---------------- | ------------- | ---- | ----- |
| 1.   | Börje Strandvall | Finlandia     | 49,8 | Q     |
| 2.   | James Ball       | Kanada        | 50,0 | Q     |
| 3.   | Iwao Masuda      | Japonia       | 50,1 | Q     |
| 4.   | Sten Pettersson  | Szwecja       | 50,2 |       |
| –    | Marcel Moulinies | Francja       | DNS  |       |

#### Bieg 4
| Poz. | Zawodnik          | Reprezentacja     | Czas  | Uwagi |
| ---- | ----------------- | ----------------- | ----- | ----- |
| 1.   | Bill Carr         | Stany Zjednoczone | 48,70 | Q     |
| 2.   | George Golding    | Australia         | 49,0  | Q     |
| 3.   | Crew Stoneley     | Wielka Brytania   | 49,1  | Q     |
| 4.   | Walter Nehb       | Niemcy            | 49,4  |       |
| 5.   | Christos Mandikas | Grecja            | 49,6  |       |
| 6.   | Manuel Álvarez    | Meksyk            | 49,9  |       |

#### Bieg 5
| Poz. | Zawodnik         | Reprezentacja     | Czas  | Uwagi |
| ---- | ---------------- | ----------------- | ----- | ----- |
| 1.   | Felix Rinner     | Austria           | 49,50 | Q     |
| 2.   | Godfrey Rampling | Wielka Brytania   | 49,5  | Q     |
| 3.   | Willie Walters   | Południowa Afryka | 49,8  | Q     |
| 4.   | Stuart Black     | Nowa Zelandia     | 49,9  |       |
| 5.   | Seiken Cho       | Japonia           | 50,0  |       |
| –    | Esmeraldo Azuaga | Brazylia          | DNS   |       |

#### Bieg 6
| Poz. | Zawodnik         | Reprezentacja     | Czas | Uwagi |
| ---- | ---------------- | ----------------- | ---- | ----- |
| 1.   | James Gordon     | Stany Zjednoczone | 50,6 | Q     |
| 2.   | Ray Lewis        | Kanada            | 50,7 | Q     |
| 3.   | Domingos Puglisi | Brazylia          | 50,8 | Q     |
| 4.   | Ricardo Arguello | Meksyk            | 50,9 |       |
| –    | Thomas Hampson   | Wielka Brytania   | DNS  |       |

### Ćwierćfinały
Do półfinału z każdego ćwierćfinału awansowało czterech najlepszych zawodników.

#### Bieg 1
| Poz. | Zawodnik         | Reprezentacja     | Czas  | Uwagi |
| ---- | ---------------- | ----------------- | ----- | ----- |
| 1.   | Bill Carr        | Stany Zjednoczone | 48,31 | Q     |
| 2.   | Willie Walters   | Południowa Afryka | 48,5  | Q     |
| 3.   | George Golding   | Australia         | 48,6  | Q     |
| 4.   | Alex Wilson      | Kanada            | 49,6  | Q     |
| 5.   | Domingos Puglisi | Brazylia          | 50,1  |       |
| 6.   | Iwao Masuda      | Japonia           | b.d.  |       |

#### Bieg 2
| Poz. | Zawodnik            | Reprezentacja     | Czas  | Uwagi |
| ---- | ------------------- | ----------------- | ----- | ----- |
| 1.   | James Gordon        | Stany Zjednoczone | 48,66 | Q     |
| 2.   | Godfrey Rampling    | Wielka Brytania   | 48,8  | Q     |
| 3.   | Joachim Büchner     | Niemcy            | 48,9  | Q     |
| 4.   | James Ball          | Kanada            | 49,3  | Q     |
| 5.   | Hjalmar Johannessen | Norwegia          | 49,4  |       |
| 6.   | Seikan Oki          | Japonia           | b.d.  |       |

#### Bieg 3
| Poz. | Zawodnik         | Reprezentacja     | Czas  | Uwagi |
| ---- | ---------------- | ----------------- | ----- | ----- |
| 1.   | Ben Eastman      | Stany Zjednoczone | 48,90 | Q     |
| 2.   | Felix Rinner     | Austria           | 48,9  | Q     |
| 3.   | Börje Strandvall | Finlandia         | 49,0  | Q     |
| 4.   | Crew Stoneley    | Wielka Brytania   | 49,1  | Q     |
| 5.   | Ray Lewis        | Kanada            | 49,1  |       |
| 6.   | Adolf Metzner    | Niemcy            | 49,2  |       |

### Półfinały
Z każdego z półfinałów do finału awansowało trzech najlepszych zawodników.

#### Bieg 1
| Poz. | Zawodnik         | Reprezentacja     | Czas  | Uwagi |
| ---- | ---------------- | ----------------- | ----- | ----- |
| 1.   | Bill Carr        | Stany Zjednoczone | 47,25 | Q     |
| 2.   | Alex Wilson      | Kanada            | 47,8  | Q     |
| 3.   | George Golding   | Australia         | 48,0  | Q     |
| 4.   | Godfrey Rampling | Wielka Brytania   | 48,0  |       |
| 5.   | Felix Rinner     | Austria           | 48,8  |       |
| 6.   | Joachim Büchner  | Niemcy            | 49,2  |       |

#### Bieg 2
| Poz. | Zawodnik         | Reprezentacja     | Czas  | Uwagi |
| ---- | ---------------- | ----------------- | ----- | ----- |
| 1.   | Ben Eastman      | Stany Zjednoczone | 47,60 | Q     |
| 2.   | Willie Walters   | Południowa Afryka | 48,2  | Q     |
| 3.   | James Gordon     | Stany Zjednoczone | 48,2  | Q     |
| 4.   | Börje Strandvall | Finlandia         | 48,4  |       |
| 5.   | Crew Stoneley    | Wielka Brytania   | 48,6  |       |
| 6.   | James Ball       | Kanada            | 49,0  |       |

### Finał
| Poz. | Zawodnik       | Reprezentacja     | Czas | Uwagi |
| ---- | -------------- | ----------------- | ---- | ----- |
| 1.   | Bill Carr      | Stany Zjednoczone | 46,2 | WR    |
| 2.   | Ben Eastman    | Stany Zjednoczone | 46,4 |       |
| 3.   | Alex Wilson    | Kanada            | 47,4 | [ 3 ] |
| 4.   | Willie Walters | Południowa Afryka | 48,2 |       |
| 5.   | James Gordon   | Stany Zjednoczone | 48,2 |       |
| 6.   | George Golding | Australia         | 48,8 |       |